# Cydia anaranjada
Cydia anaranjada es una especie de polilla del género Cydia, tribu Grapholitini, familia Tortricidae. Fue descrita científicamente por Miller en 1959.
La envergadura es de unos 16 milímetros. Se distribuye por América del Norte: Estados Unidos.